# Joseonminyeo samchongsa
Joseonminyeo samchongsa (조선미녀 삼총사?), noto anche con il titolo internazionale The Huntresses, è un film del 2014 diretto da Park Jae-hyun.

## Trama
Tre ragazze svolgono il mestiere di cacciatrici di taglie, e grazie alla loro abilità e a numerosi travestimenti riescono sempre nel loro scopo.